# Ilūkste
Ilūkste ( výslovnost) je město v Lotyšsku a správní centrum stejnojmenného kraje. V roce 2010 zde žilo 2856 obyvatel.